# Deutscher Fernsehpreis 2003
Die fünfte Verleihung des Deutschen Fernsehpreises fand am 27. September 2003 im Kölner Coloneum statt. Moderiert wurde die Verleihung von Günther Jauch. Neue Kategorien waren Beste Sitcom, Bester Schauspieler Sitcom, Beste Schauspielerin Sitcom sowie der Publikumspreis.
Die Aufzeichnung wurde von RTL übertragen. Den ersten Teil, der vor dem RTL Nachtjournal ab 23.39 Uhr ausgestrahlt wurde, sahen 4,79 Millionen Zuschauer, den zweiten Teil im Anschluss verfolgten 3,05 Millionen Zuschauer. Der Deutsche Fernsehpreis 2003 konnte damit den besten Marktanteil der vorangegangenen fünf Jahre vorweisen. Im Anschluss wurde Exclusiv Spezial – Die Aftershow-Party mit Frauke Ludowig ausgestrahlt.

## Preisträger
Beste Ausstattung: Janne Birck (Kostümbild), Matthias H. Müsse (Szenenbild) für Das Jesus Video (PRO 7)
Bestes Buch Fernsehfilm/Mehrteiler: Alexander Adolph für Unter Verdacht: Eine Landpartie (ZDF)
Beste Comedy: Die Harald Schmidt Show (SAT.1)
Beste Dokumentation: Andreas Baader – Der Staatsfeind (NDR)
Bester Fernsehfilm/Mehrteiler: Unter Verdacht: Eine Landpartie (ZDF)
Beste Informationssendung: HART aber fair – Das Reizthema (WDR)
Beste Kamera: Theo Bierkens für Der Anwalt und sein Gast (ARD/SWR) und Himmelreich auf Erden (ZDF)
Beste Moderation Information: Peter Kloeppel für RTL aktuell (RTL)
Beste Moderation Unterhaltung: Hape Kerkeling für Die 70er Show (RTL)
Beste Musik: Dieter Schleip für Der Anwalt und sein Gast (ARD/SWR), Himmelreich auf Erden (ZDF) und Männer häppchenweise (PRO 7)
Beste Regie Fernsehfilm/Mehrteiler: Torsten C. Fischer für Der Anwalt und sein Gast (ARD/SWR)
Beste Reportage: Irak-Berichterstattung und Reportagen von Antonia Rados (RTL)
Beste Schauspielerin Hauptrolle: Ulrike Krumbiegel für Geschlecht: weiblich (SWR)
Beste Schauspielerin Nebenrolle: Ulrike Kriener für Männer häppchenweise (PRO 7)
Beste Schauspielerin Serie: Christiane Hörbiger für Julia – Eine ungewöhnliche Frau (ARD/SR/ORF)
Beste Schauspielerin Sitcom: Mariele Millowitsch für Nikola (RTL)
Bester Schauspieler Hauptrolle: Edgar Selge für Polizeiruf 110: Tiefe Wunden (ARD/BR) und Polizeiruf 110: Pech und Schwefel (ARD/BR)
Bester Schauspieler Nebenrolle: Christoph Waltz für Jagd auf den Flammenmann (SAT.1)
Bester Schauspieler Serie: Fritz Wepper für Um Himmels Willen (ARD/MDR)
Bester Schauspieler Sitcom: Walter Sittler für Nikola (RTL)
Bester Schnitt: Anke Berthold für Ein Albtraum von 3 1/2 Kilo (ZDF/arte) und Jagd auf den Flammenmann (SAT.1)
Beste Serie: Abschnitt 40 (RTL)
Beste Sitcom: Alles Atze (RTL)
Beste Sportsendung: Hansi Küpper u. a., Premiere Konferenz (Premiere)
Beste tägliche Sendung: Gute Zeiten, schlechte Zeiten (RTL)
Beste Unterhaltungssendung: Deutschland sucht den Superstar (RTL)
Förderpreis: Esther Zimmering (Schauspielerin) für Der Liebe entgegen (ZDF) und Der Fußfesselmörder (SAT. 1); Luise Helm (Schauspielerin), Adrian Topol (Schauspieler) für Königskinder (ZDF)
Publikumspreis: Günther Jauch
Ehrenpreis der Stifter: Rudi Carrell